# Fe-Male
Fe-Male è il quarto album di studio della cantante pop polacca Kasia Cerekwicka.

## Tracce
1. Kiedy w sercu miłość
2. Wszystko czego chcę od Ciebie
3. Książę
4. Ballada o miłości
5. Siłaczka
6. Pytanie bez odpowiedzi
7. Singiel-K
8. Jak cudownie
9. Szukamy siebie
10. Finał
11. Żyj intensywnie

## Classifiche
| Classifica (2010) | Posizione massima |
| ----------------- | ----------------- |
| Polonia           | 11                |